# Simulación de delito
La simulación de delito consiste en fingir un delito inexistente, sin que se acuse de él a determinada persona.
No se debe confundir con la falsa denuncia, en el caso de la simulación de delito no es necesario acusar a una persona sino que es suficiente con manifestar ser víctima o de haber cometido, sin ser cierto, una falta o delito que conlleva consecuencias procesales al respecto.